# 乃登
乃登（1937年11月—2015年1月13日），男，蒙古族，出生于内蒙古正镶白旗，中华人民共和国官员，曾任内蒙古自治区政协第六届委员会副主席、党组成员，第七届、第八届委员会常务副主席、党组副书记。

## 经历
1959年，乃登加入中国共产党。1958年3月至1961年8月，在呼和浩特市蒙古族学校任教；1961年8月至1964年10月，任锡林郭勒盟正镶白旗党委办公室、宣传部任翻译、干事；1964年10月至1967年1月，在内蒙古党校蒙干班学习；1967年1月至1976年12月，任正镶白旗政治部宣传组、群工组、旗委办公室任副组长、副主任；1976年12月，任正镶白旗党委常委、革委会副主任；1978年1月至1980年1月，任正镶白旗党委副书记、革委会副主任；1980年1月至1983年6月，任正镶白旗党委常委、常务副旗长、旗政府党组副书记。
1983年6月至1986年11月，任锡林郭勒盟党委副书记、行署盟长、党组书记；1986年12月至1989年11月，任锡林郭勒盟党委书记、军分区党委第一书记；1989年11月至1990年2月，任锡林郭勒盟党委书记、军分区党委第一书记，同时任内蒙古自治区人民政府主席助理、政府党组成员，当选为内蒙古自治区党委第五届委员会委员。
1990年2月至1992年4月，任内蒙古自治区人民政府党组成员、主席助理、农委党组书记；1992年4月至1993年5月，任内蒙古自治区政协第六届委员会副主席、党组成员；1993年4月至2003年1月，任内蒙古自治区政协第七届、第八届委员会常务副主席、党组副书记；2003年12月退休。
2015年1月13日，乃登在呼和浩特逝世。他逝世后，家乡——正镶白旗蒙古族中学设立“乃登同志人生足迹展厅”。2017年5月7日，举办展厅揭牌仪式，由乃登妻子娜仁格日勒和旗委副书记、旗长苏鹏揭牌。除正镶白旗四套班子的领导干部外，另有多位前任、上级领导干部参加仪式。